# Athéras
Athéras är en ort i Grekland.   Den ligger i prefekturen Nomós Kefallinías och regionen Joniska öarna, i den sydvästra delen av landet, 290 km väster om huvudstaden Aten. Athéras ligger 403 meter över havet och antalet invånare är 172. Den ligger på ön Kefalonia Island.
Terrängen runt Athéras är varierad. Havet är nära Athéras åt nordväst.  Närmaste större samhälle är Lixoúri, 13,1 km söder om Athéras. Trakten runt Athéras består till största delen av jordbruksmark.